# Erica ericoides
Erica ericoides är en ljungväxtart som först beskrevs av Carl von Linné, och fick sitt nu gällande namn av E.G.H. Oliver. Erica ericoides ingår i släktet klockljungssläktet, och familjen ljungväxter. Inga underarter finns listade i Catalogue of Life.